# 卷尾鼠屬
卷尾鼠屬是哺乳綱囓齒目鼠科鼠亞科的一屬，而與卷尾鼠屬（長尾卷尾鼠）同科的動物尚有非洲柔毛鼠屬（小柔毛鼠）、芒鼠屬（窪地芒鼠）、猴足鼠屬（猴足鼠）等之數種哺乳動物。

## 分佈
本屬物種生活於大洋洲，只出現於新畿內亞島、當特爾卡斯托群島，, with one species (the Prehensile-tailed Rat) being found also in Australia.

## 物種
本屬物種計有：
- 錢氏卷尾鼠（Pogonomys championi）
- 當特爾卡斯托群島卷尾鼠（Pogonomys fergussoniensis）
- Large tree mouse（英语：Large tree mouse） (Pogonomys loriae)
- 長尾卷尾鼠（Pogonomys macrourus）
- Prehensile-tailed rat（英语：Prehensile-tailed rat） (Pogonomys mollipilosus)
- Gray-bellied tree mouse（英语：Gray-bellied tree mouse） (Pogonomys sylvestris)